# Municipio de Lake Valley
El municipio de Lake Valley (en inglés: Lake Valley Township) es un municipio ubicado en el condado de Traverse en el estado estadounidense de Minnesota. En el año 2010 tenía una población de 237 habitantes y una densidad poblacional de 1,48 personas por km².

## Geografía
El municipio de Lake Valley se encuentra ubicado en las coordenadas 45°47′47″N 96°31′16″O / 45.79639, -96.52111. Según la Oficina del Censo de los Estados Unidos, el municipio tiene una superficie total de 160.44 km², de la cual 152,77 km² corresponden a tierra firme y (4,78 %) 7,67 km² es agua.

## Demografía
Según el censo de 2010, había 237 personas residiendo en el municipio de Lake Valley. La densidad de población era de 1,48 hab./km². De los 237 habitantes, el municipio de Lake Valley estaba compuesto por el 99,58 % blancos, el 0,42 % eran amerindios. Del total de la población el 0 % eran hispanos o latinos de cualquier raza.